# Rethondes
Rethondes est une commune française située dans le département de l'Oise, en région Hauts-de-France.

## Géographie

### Localisation
Rethondes est un village situé dans la région naturelle du Soissonnais et la vallée de l'Aisne, située à une dizaine de kilomètres à l'est du centre de Compiègne, sur les bords de l'Aisne.
La pointe nord de la commune est constituée par une partie de la forêt de Laigue.
|               | Saint-Léger-aux-Bois Tracy-le-Mont Le Plessis-Brion | Saint-Crépin-aux-Bois |
| Choisy-au-Bac | Rethondes                                           |                       |
| Compiègne     | Trosly-Breuil                                       | Berneuil-sur-Aisne    |

### Hydrographie

#### Réseau hydrographique
La commune est située dans le bassin Seine-Normandie. Elle est drainée par l'Aisne, le ru des Hayettes, le canal de la Rue des Bois, le fossé 01 de la commune de Rethondes, le fossé 02 de la Rue des Bois, le fossé 05 de la commune de Rethondes, le Fourchon, le ru des Bonshommes, le ru des Lois,,.
L'Aisne est un  cours d'eau naturel navigable de 256 km de longueur, traversant les cinq départements Meuse, Marne, Ardennes, Aisne, Oise. Elle est un affluent en rive gauche de l'Oise, ce qui fait d'elle un sous-affluent de la Seine. Les caractéristiques hydrologiques de l'Aisne sont données par la station hydrologique située sur la commune de Choisy-au-Bac. Le débit moyen mensuel est de 65,4 m3/s. Le débit moyen journalier maximum est de 451 m3/s, atteint lors de la crue du 28 décembre 1993.

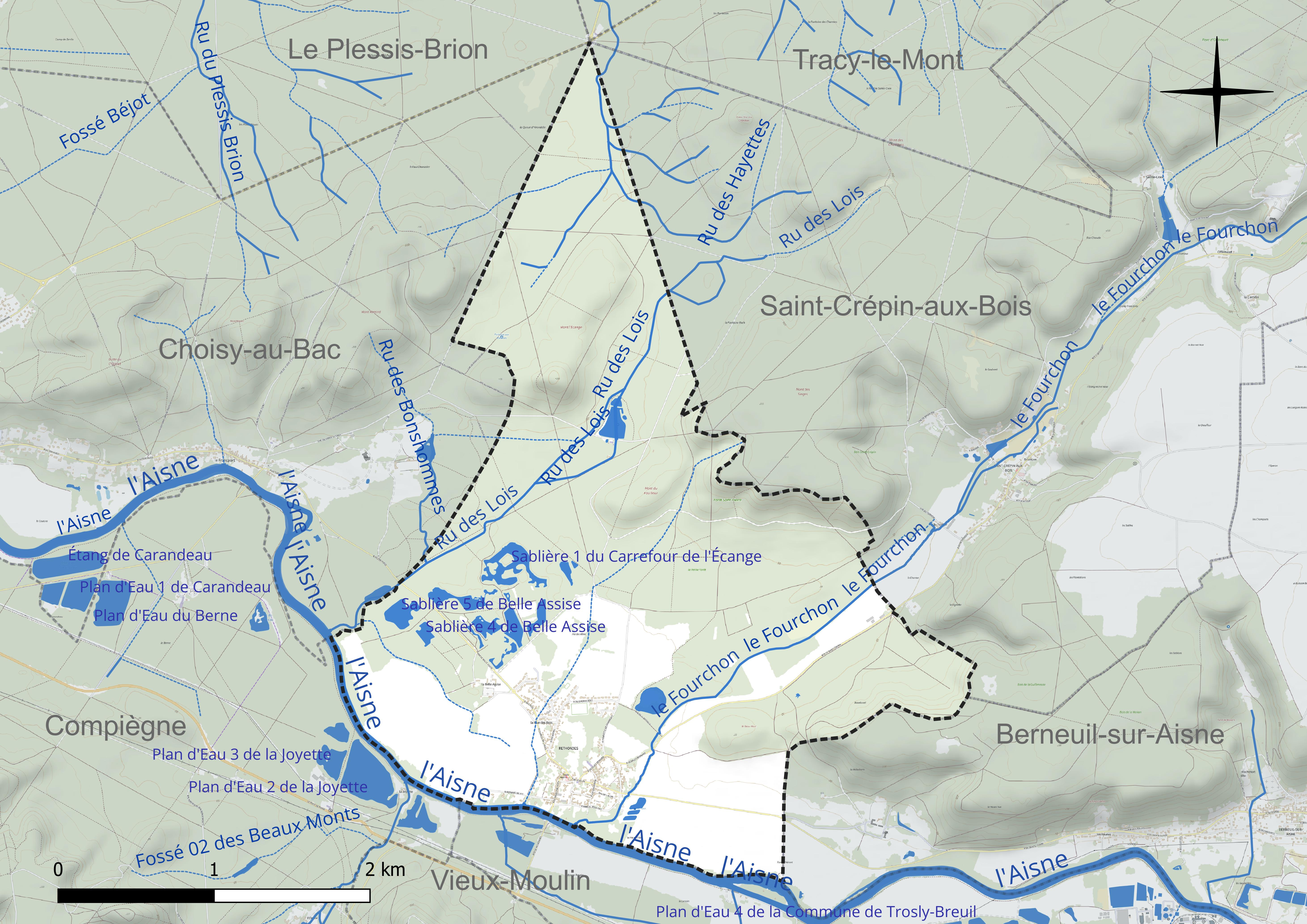
Réseau hydrographique de Rethondes.

Sept plans d'eau complètent le réseau hydrographique : la sablière 1 de Belle Assise (2,3 ha), la sablière 1 du Carrefour de l'écange (4,5 ha), la sablière 2 de Belle Assise (1,4 ha), la sablière 3 de Belle Assise (2,5 ha), la sablière 4 de Belle Assise (1 ha), la sablière 5 de Belle Assise (2,5 ha) et Vivier du Grés (2,2 ha),.

#### Gestion et qualité des eaux
Le territoire communal est couvert par le schéma d'aménagement et de gestion des eaux (SAGE) « Sensée ». Ce document de planification concerne un territoire de 1 013 km2 de superficie, délimité par le bassin versant de l'Oise moyenne. Le périmètre a été arrêté le 24 avril 2017 et le SAGE est, en 2024, encore en élaboration. La structure porteuse de l'élaboration et de la mise en œuvre est le syndicat mixte du SAGE Oise-Moyenne (SMOM).
La qualité des cours d'eau peut être consultée sur un site dédié géré par les agences de l'eau et l'Agence française pour la biodiversité.

### Climat
Pour des articles plus généraux, voir Climat des Hauts-de-France et Climat de l'Oise.
En 2010, le climat de la commune est de type climat océanique dégradé des plaines du Centre et du Nord, selon une étude du CNRS s'appuyant sur une série de données couvrant la période 1971-2000. En 2020, Météo-France publie une typologie des climats de la France métropolitaine dans laquelle la commune est dans une zone de transition entre le climat océanique et le climat océanique altéré et est dans la région climatique  Nord-est du bassin Parisien, caractérisée par un ensoleillement médiocre, une pluviométrie moyenne régulièrement répartie au cours de l'année et un hiver froid (3 °C).
Pour la période 1971-2000, la température annuelle moyenne est de 10,9 °C, avec une amplitude thermique annuelle de 15,2 °C. Le cumul annuel moyen de précipitations est de 676 mm, avec 11,3 jours de précipitations en janvier et 8,2 jours en juillet. Pour la période 1991-2020, la température moyenne annuelle observée sur la station météorologique la plus proche, située sur la commune de Margny-lès-Compiègne à 9 km à vol d'oiseau, est de 11,2 °C et le cumul annuel moyen de précipitations est de 633,5 mm,. Pour l'avenir, les paramètres climatiques de la commune estimés pour 2050 selon différents scénarios d'émission de gaz à effet de serre sont consultables sur un site dédié publié par Météo-France en novembre 2022.

## Urbanisme

### Typologie
Au 1er janvier 2024, Rethondes est catégorisée bourg rural, selon la nouvelle grille communale de densité à sept niveaux définie par l'Insee en 2022.
Elle est située hors unité urbaine. Par ailleurs la commune fait partie de l'aire d'attraction de Compiègne, dont elle est une commune de la couronne,. Cette aire, qui regroupe 101 communes, est catégorisée dans les aires de 50 000 à moins de 200 000 habitants,.

### Occupation des sols
L'occupation des sols de la commune, telle qu'elle ressort de la base de données européenne d'occupation biophysique des sols Corine Land Cover (CLC), est marquée par l'importance des forêts et milieux semi-naturels (65,6 % en 2018), une proportion identique à celle de 1990 (65,6 %). La répartition détaillée en 2018 est la suivante : 
forêts (57,1 %), terres arables (16,3 %), prairies (9,5 %), milieux à végétation arbustive et/ou herbacée (8,5 %), eaux continentales (4,6 %), zones urbanisées (4 %). L'évolution de l'occupation des sols de la commune et de ses infrastructures peut être observée sur les différentes représentations cartographiques du territoire : la carte de Cassini (XVIIIe siècle), la carte d'état-major (1820-1866) et les cartes ou photos aériennes de l'IGN pour la période actuelle (1950 à aujourd'hui).

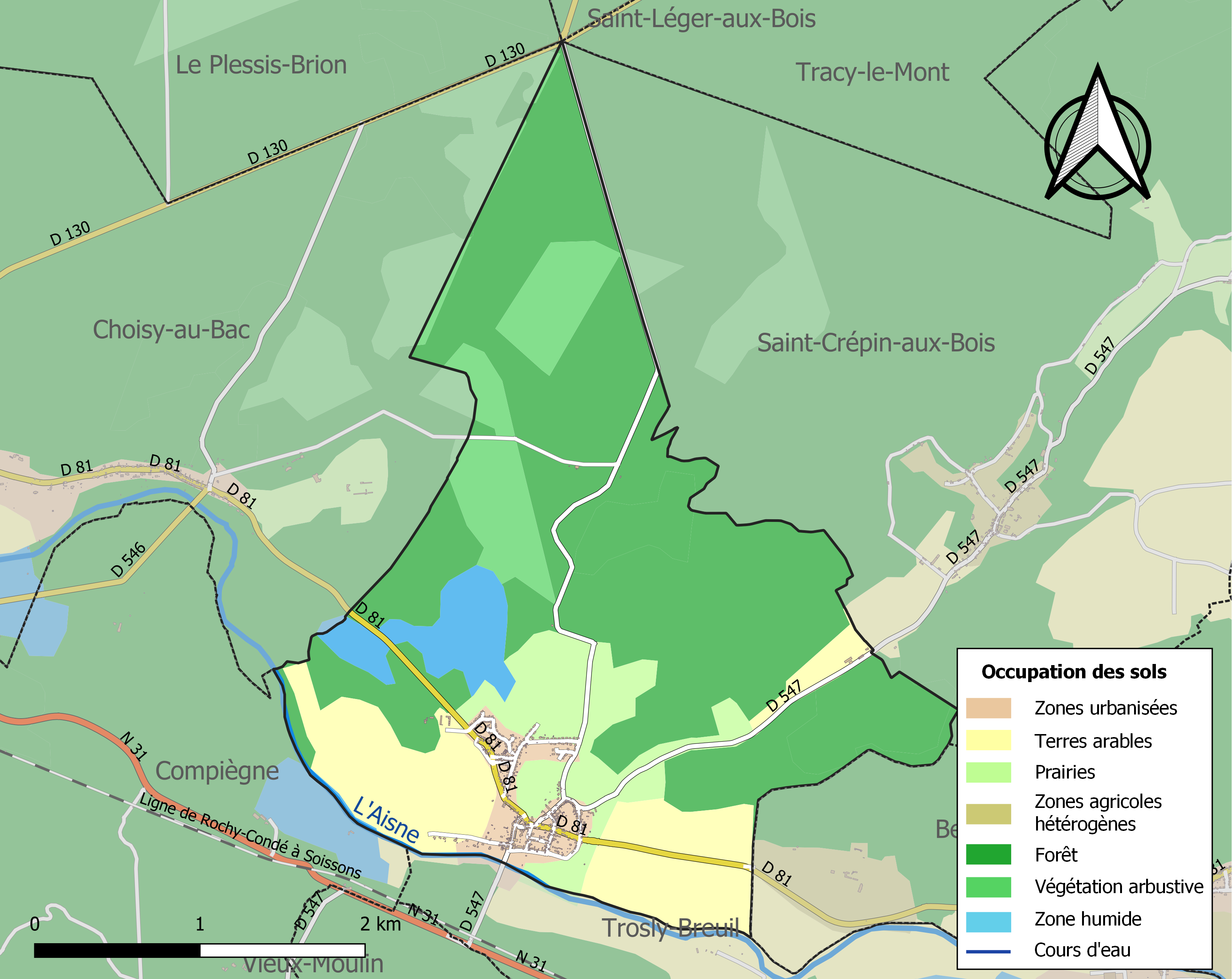
Carte des infrastructures et de l'occupation des sols de la commune en 2018 (CLC).

### Voies de communication et transports
La commune est desservie, en 2023, par les lignes 652, 653 et 6302 du réseau interurbain de l'Oise.

## Toponymie
Le nom de la localité est attesté sous les formes « erat locus secus Axonae fluvii littus … cui vocabulum Rotundas » (VIIe) ; Rethondoe (VIIe) ; terra sancti Petri de Rotundis (841) ; abbatiolum Si Petri de Rothondis (873) ; Rotundas cella (IXe) ; de rotundia (1166) ; Rethundoe (1175) ; Ritundoe (1175) ; retondes (1177) ; nemus de Rotemdis (1177) ; Rotondoe (1230) ; Rotondes (1230) ; Retondes (1304) ; Retomdes (1308) ; Retonde (1308) ; Rotondes (1530) ; Rotundes (vers 1550) ; Retonde (vers 1550) ; Rotonde (1663) ; Retondas (XVIIe) ; Rethonde (1667) ; Rethondes (1840).

Albert Dauzat hésite sur la nature des éléments composant ce toponyme, il rejette une explication par le latin rotondus employé de manière absolue, car le [t] intervocalique se serait amuï comme dans le français rond issu de rotondus. Pour éviter cet écueil, il suppose, sans grande conviction, une influence du germanique riuti « défrichement ». En réalité, le « germanique »  riutī est du vieux haut allemand. Il reconnaît le même élément, qu'il cite cette fois également sous la forme ruda (cf. allemand Rodung « défrichement, essart, clairière »), dans Rhodes (Moselle, Rode 1307) ; Rœulx (Nord, Rueth 1143 - 1163) ; Rœux (Pas-de-Calais, Rueth 1223), etc. que François de Beaurepaire identifie également dans Reux (Calvados, Pont-l'Évêque, de Rotis 1129), mais d'après Maurits Gysseling, comme représentant le germanique rotha « essart ». Rethondes est effectivement situé dans un vaste essart entre la forêt de Compiègne et la forêt de Laigue.
Pour Michel Roblin, il s'agirait d'un terme suffixé en -ona, comme Arona qui pourrait être le nom primitif du Fourchon, l'un des ruisseaux qui traverse le territoire[pas clair].

## Histoire
À partir de 657, Rethondes est le siège d'une abbaye bénédictine, placée sous les vocables de Saint-Pierre-et-Saint-Paul. Celle-ci est fondée par Drausius, évêque de Soissons. Ce premier monastère est reconstruit vers 893, puis devient ensuite un simple prieuré, dépendant de l'abbaye Saint-Médard de Soissons.
Charles Coustant de Belle-Assise, vers 1700, est seigneur de Belle-Assise, fief né de défrichages au mois de novembre 1601 de parties de la forêt de Laigue qui entourent la ferme de Belle-Assise, située sur le territoire du village de Rethondes.
Malgré son nom originel de clairière de Rethondes, le lieu de signature de l'armistice de 1918 et de la capitulation de 1940, bien qu'à proximité du village, se trouve sur l'autre rive de l'Aisne, sur la commune voisine de Compiègne dans la forêt homonyme (voir plus bas).
L'église de Rethondes a néanmoins été la première à sonner le carillon à l'annonce de l'armistice.

## Politique et administration

### Rattachements administratifs et électoraux
La commune se trouve  dans l'arrondissement de Compiègne du département de l'Oise. Pour l'élection des députés, elle fait partie depuis 1988 de la cinquième circonscription de l'Oise.
Elle faisait partie depuis 1801  du canton d'Attichy. Dans le cadre du redécoupage cantonal de 2014 en France, la commune intègre le canton de Compiègne-1.

### Intercommunalité
La commune est membre de la communauté de communes des lisières de l'Oise, créée fin 1999 sous la dénomination de communauté de communes du canton d'Attichy.

### Liste des maires
| Période                                  | Période                   | Identité                      | Étiquette | Qualité                                         |
| ---------------------------------------- | ------------------------- | ----------------------------- | --------- | ----------------------------------------------- |
| Les données manquantes sont à compléter. |                           |                               |           |                                                 |
| 1908                                     | 1935                      | Charles des Acres de l'Aigle  | AD        | Député                                          |
| Les données manquantes sont à compléter. |                           |                               |           |                                                 |
| 1947                                     | 1983                      | Henriette de Grammont-Crillon |           | fille de Charles des Acres de l'Aigle           |
| Les données manquantes sont à compléter. |                           |                               |           |                                                 |
| 1983                                     | 2014                      | Gérard Desmarest              |           | Retraité de la fonction publique Démissionnaire |
| mars 2017                                | En cours (au 27 mai 2020) | Jean-Jacques Lecat            |           | Réélu pour le mandat 2020-2026                  |

## Population et société

### Démographie

#### Évolution démographique
L'évolution du nombre d'habitants est connue à travers les recensements de la population effectués dans la commune depuis 1793. Pour les communes de moins de 10 000 habitants, une enquête de recensement portant sur toute la population est réalisée tous les cinq ans, les populations de référence des années intermédiaires étant quant à elles estimées par interpolation ou extrapolation. Pour la commune, le premier recensement exhaustif entrant dans le cadre du nouveau dispositif a été réalisé en 2006.

En 2022, la commune comptait 649 habitants, en évolution de −3,13 % par rapport à 2016 (Oise : +0,87 %, France hors Mayotte : +2,11 %).
| 1793 | 1800 | 1806 | 1821 | 1831 | 1836 | 1841 | 1846 | 1851 |
| ---- | ---- | ---- | ---- | ---- | ---- | ---- | ---- | ---- |
| 451  | 462  | 539  | 488  | 629  | 576  | 551  | 561  | 529  |

| 1856 | 1861 | 1866 | 1872 | 1876 | 1881 | 1886 | 1891 | 1896 |
| ---- | ---- | ---- | ---- | ---- | ---- | ---- | ---- | ---- |
| 481  | 471  | 437  | 421  | 395  | 385  | 395  | 379  | 399  |

| 1901 | 1906 | 1911 | 1921 | 1926 | 1931 | 1936 | 1946 | 1954 |
| ---- | ---- | ---- | ---- | ---- | ---- | ---- | ---- | ---- |
| 380  | 401  | 389  | 312  | 379  | 318  | 302  | 414  | 353  |

| 1962 | 1968 | 1975 | 1982 | 1990 | 1999 | 2006 | 2011 | 2016 |
| ---- | ---- | ---- | ---- | ---- | ---- | ---- | ---- | ---- |
| 388  | 451  | 458  | 504  | 591  | 668  | 706  | 734  | 670  |

| 2021 | 2022 | - | - | - | - | - | - | - |
| ---- | ---- | - | - | - | - | - | - | - |
| 643  | 649  | - | - | - | - | - | - | - |

#### Pyramide des âges
La population de la commune est relativement jeune.
En 2018, le taux de personnes d'un âge inférieur à 30 ans s'élève à 30,7 %, soit en dessous de la moyenne départementale (37,3 %). À l'inverse, le taux de personnes d'âge supérieur à 60 ans est de 22,7 % la même année, alors qu'il est de 22,8 % au niveau départemental.
En 2018, la commune comptait 323 hommes pour 321 femmes, soit un taux de 50,16 % d'hommes, légèrement supérieur au taux départemental (48,89 %).
Les pyramides des âges de la commune et du département s'établissent comme suit.
| Hommes | Classe d’âge | Femmes |
| ------ | ------------ | ------ |
| 0,7    | 90 ou +      | 0,0    |
| 6,2    | 75-89 ans    | 7,3    |
| 13,9   | 60-74 ans    | 17,3   |
| 27,4   | 45-59 ans    | 27,9   |
| 18,6   | 30-44 ans    | 19,2   |
| 13,0   | 15-29 ans    | 11,3   |
| 20,2   | 0-14 ans     | 17,0   |

| Hommes | Classe d’âge | Femmes |
| ------ | ------------ | ------ |
| 0,5    | 90 ou +      | 1,4    |
| 5,5    | 75-89 ans    | 7,6    |
| 15,6   | 60-74 ans    | 16,3   |
| 20,8   | 45-59 ans    | 20     |
| 19,4   | 30-44 ans    | 19,4   |
| 17,6   | 15-29 ans    | 16,2   |
| 20,6   | 0-14 ans     | 19,1   |

## Économie
Le dernier commerce de proximité de la commune, le bar-tabac Le grand maréchal, a fermé ses portes en 2013, quelques années après la boulangerie. Il ne subsiste alors qu'un fleuriste et un restaurant

## Culture locale et patrimoine

### Lieux et monuments
- le prieuré du XIIe siècle[43] et l'église prieurale Saint-Pierre des XIe, XVe et XVIe siècles[44] ; faisant face au prieuré, se trouve l'église paroissiale Notre-Dame, du XVIe siècle[45]
- une maison construite entre 1840 et 1860, 10 rue Georges-Bernard, représentative des maisons de petits artisans propriétaires, des villages du Soissonnais au XIXe siècle[46].

### Confusion sur la clairière de Rethondes
La clairière de Rethondes, de son nom officiel clairière de l'Armistice, ne se trouve pas dans la commune de Rethondes. Certes située non loin de ce village, elle se trouve sur le territoire de la commune voisine de Compiègne, dans la forêt de Compiègne. Son nom vient de l'ancienne gare de Rethondes, une petite gare située sur la commune de Compiègne nommée alors ainsi pour la différencier de la gare principale de la ville. C'est de cette gare que partait la voie menant à deux épis ferroviaires cachés dans une futaie, utilisés  pendant la guerre pour le tir de longue portée sur les lignes allemandes. Début novembre 1918, recherchant un endroit calme et isolé, le train du maréchal Foch (ainsi que le train spécial mis à disposition de la délégation allemande) y sera acheminé pour servir de lieu de négociations et de signature de l'armistice de la Première Guerre mondiale le 11 novembre 1918. Sur ce site, aménagé entre-temps en clairière avec monument, et dans ce même wagon, sera également signé l'armistice du 22 juin 1940 à la suite de la bataille de France au début de la Seconde Guerre mondiale.

### Héraldique
| Armes de Rethondes | Les armes de Rethondes se blasonnent ainsi : de gueules à la crosse d'or senestrée d'une lance de tournoi du même portant à senestre un guidon d'argent chargé d'une aigle bicéphale de sable, le tout accosté de deux fleurs de lys d'or. |